# Luigi Oreglia di Santo Stefano
Luigi Oreglia di Santo Stefano (9 de julho de 1828 — 7 de dezembro de 1913) foi um cardeal italiano, Camerlengo da Câmara Apostólica e Decano do Colégio dos Cardeais.

## Biografia
Era filho de Carlo Giuseppe Luigi Oreglia, segundo barão de Santo Stefano, e Teresa Gotti di Selerano. Dois de seus irmãos, Giuseppe e Federico, entraram na Companhia de Jesus. São João Bosco era amigo de sua família e visitou a sua casa com frequência. Estudou no seminário de Turim e graduou-se na Academia de Nobres Eclesiásticos.

## Vida religiosa
Ordenado padre em 1851. Nomeado prelado doméstico de Sua Santidade e Cânon da Arquibasílica de São João de Latrão, em Roma. Trabalhou na Sagrada Congregação do Conselho Tridentino, entre 1857 e 1858. Foi referendário do Supremo Tribunal da Assinatura Apostólica, em 15 de abril de 1858. Anexado à Secretaria de Estado até 1863. Foi nomeado internúncio nos Países Baixos, de 16 de março de 1863 a 1866..
Eleito arcebispo-titular de Tamiathis em 4 de maio de 1866, sendo consagrado em 13 de maio, pelo Cardeal Lodovico Altieri. No dia 15 de maio, foi nomeado núncio apostólico na Bélgica, onde ficou até 1868, quando foi transferido para Portugal, onde permaneceu até 1873.
Criado cardeal no consistório de 22 de dezembro de 1873, recebendo o título de Santa Anastácia em 16 de janeiro de 1874 e o barrete cardinalício em 15 de março.
Nomeado Prefeito da Sagrada Congregação de Indulgências e Sagradas Relíquias em 23 de dezembro de 1876. Passa para a ordem de cardeais-bispos e assume a sé suburbicária de Palestrina em 24 de março de 1884. Camerlengo da Santa Igreja Romana e arquichanceler da Universidade Romana, de 27 de março de 1885 até sua morte. Passa para a sé suburbicária de Porto e Santa Rufina em 24 de maio de 1889. Passa para a sé suburbicária de Óstia-Velletri em 30 de novembro de 1896, quando se torna Decano do Colégio dos Cardeais e prefeito da Sagrada Congregação Cerimonial.
Faleceu em 7 de dezembro de 1913, vítima de uma pneumonia, em Roma. Foi velado na Basílica dos Doze Santos Apóstolos, em Roma, e enterrado no túmulo do Pontifício Ateneu Urbano da Propaganda Fide, no cemitério Campo di Verano. Foi o último cardeal sobrevivente criado pelo Papa Pio IX.

## Conclaves
- Conclave de 1878 - participou da eleição do Papa Leão XIII[2]
- Conclave de 1903 - participou como decano da eleição do Papa Pio X[2]